# Acidificação oceânica

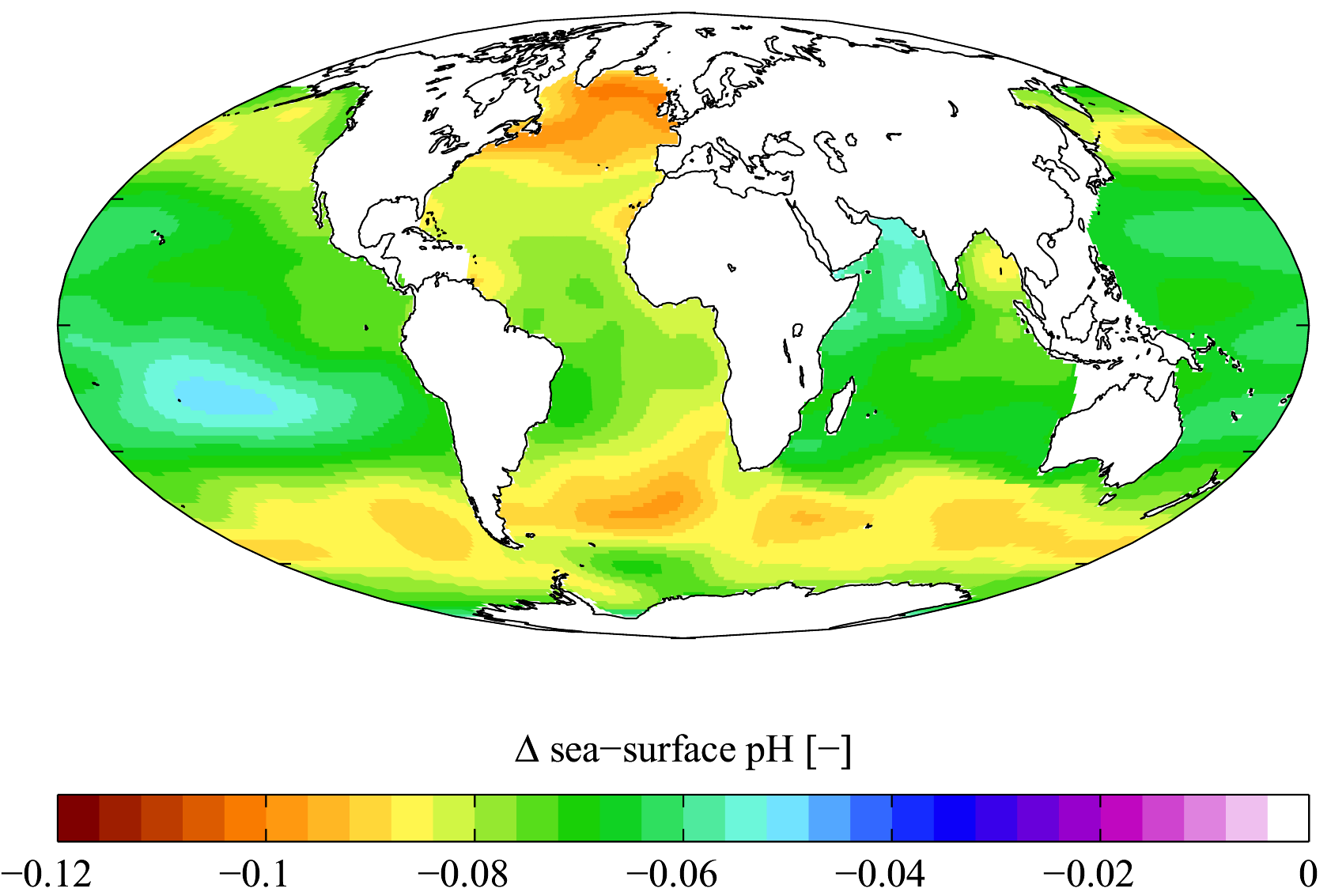
Alteração do pH na superficie oceânica devido ao aumento de CO_{2} antropogênico entre 1700 e 1990

A acidificação oceânica é a designação dada à diminuição do pH nos oceanos, significando aumento da acidez, causada pelo aumento do gás carbônico atmosférico (dióxido de carbono, CO2), que se dissolve na água alterando o seu equilíbrio químico. Desde o início da Revolução Industrial, quando as emissões de carbono iniciaram uma rápida escalada, o pH da superfície oceânica diminuiu cerca de 0,1 na escala logarítmica do pH. Embora essa diferença pareça pequena pelo tipo de escala utilizada, representa um aumento de cerca de 26% na concentração de íons hidrogênio H+, os responsáveis diretos pela acidificação.
A elevação dos níveis de CO2 na atmosfera tem origem nas atividades humanas, principalmente na queima de combustíveis fósseis (petróleo, gás natural, carvão mineral, betume e outros) e de processos industriais como a produção de cimento. O desmatamento global contribui indiretamente ao aumento do CO2 na atmosfera devido à diminuição do sequestro de carbono atmosférico através da atividade fotossintética terrestre. O aumento de CO2 atmosférico e a absorção do CO2 pelo oceano está diretamente responsável pela acidificação oceânica na superfície. A elevação da concentração do gás e a consequente modificação do pH dos oceanos desencadeia importantes consequências negativas para a vida marinha e, por extensão, para a sociedade, uma vez que grande parte dos alimentos para consumo humano têm sua origem na biodiversidade marinha. Especialmente organismos que constroem conchas e estruturas carbonáticas, tais como corais, estão ameaçados devido à diminuição da saturação de carbonato, o que dificulta a construção das estruturas carbonáticas pelos organismos marinhos. A acidificação oceânica pode prejudicar outras atividades humanas como o turismo e a aquacultura pode agir em conjunto com outros estressores ambientais, como a poluição, o aquecimento, a desoxigenação oceânicos e a pesca predatória, multiplicando e agravando possíveis mudanças no ecossistema marinho.

## Ciclo do carbono
Na Terra o carbono circula num grande ciclo biogeoquímico entre os seus reservatórios: a atmosfera, a biosfera, a hidrosfera e a litosfera. Este ciclo pode ser dividido em dois tipos: o ciclo "lento" que é dominado pelos processos geológicos, e o ciclo "rápido" que envolve processos físico-químicos e biológicos. Numa escala geológica, existe um ciclo entre a crosta terrestre (litosfera), os oceanos (hidrosfera) e a atmosfera. O gás carbônico (CO2) da atmosfera, ao ser dissolvido, forma o ácido carbônico, o qual pode reagir lentamente com o cálcio e com o magnésio da crosta terrestre, formando carbonatos. Através dos processos de erosão, estes carbonatos são redisponibilizados na coluna d'água e voltam para os oceanos. Os carbonatos acabam por chegar ao fundo do mar. Estes sedimentos vão sendo acumulados ao longo de milhares de anos, formando rochas sedimentares como as rochas calcárias. O ciclo continua quando essas rochas sedimentares do leito marinho são arrastadas para o manto da Terra, por um processo de subducção. O CO2 no manto é devolvido para a atmosfera através das erupções e outros tipos de atividades vulcânicas, completando-se assim o ciclo.
O ciclo biológico do carbono é relativamente rápido: estima-se que a renovação do carbono atmosférico ocorre a cada 20 anos. Através do processo da fotossíntese, as plantas absorvem a energia solar e CO2 da atmosfera, produzindo oxigênio e hidratos de carbono (açúcares como a glicose), que servem de base para o crescimento das plantas. Os animais e as plantas utilizam os hidratos de carbono pelo processo de respiração, utilizando a energia contida nos hidratos de carbono e emitindo CO2. Juntamente com a decomposição orgânica, a respiração devolve para a atmosfera o carbono biologicamente fixado nos estoques terrestres (nos tecidos da biota, no solo e na turfa).

## Causas

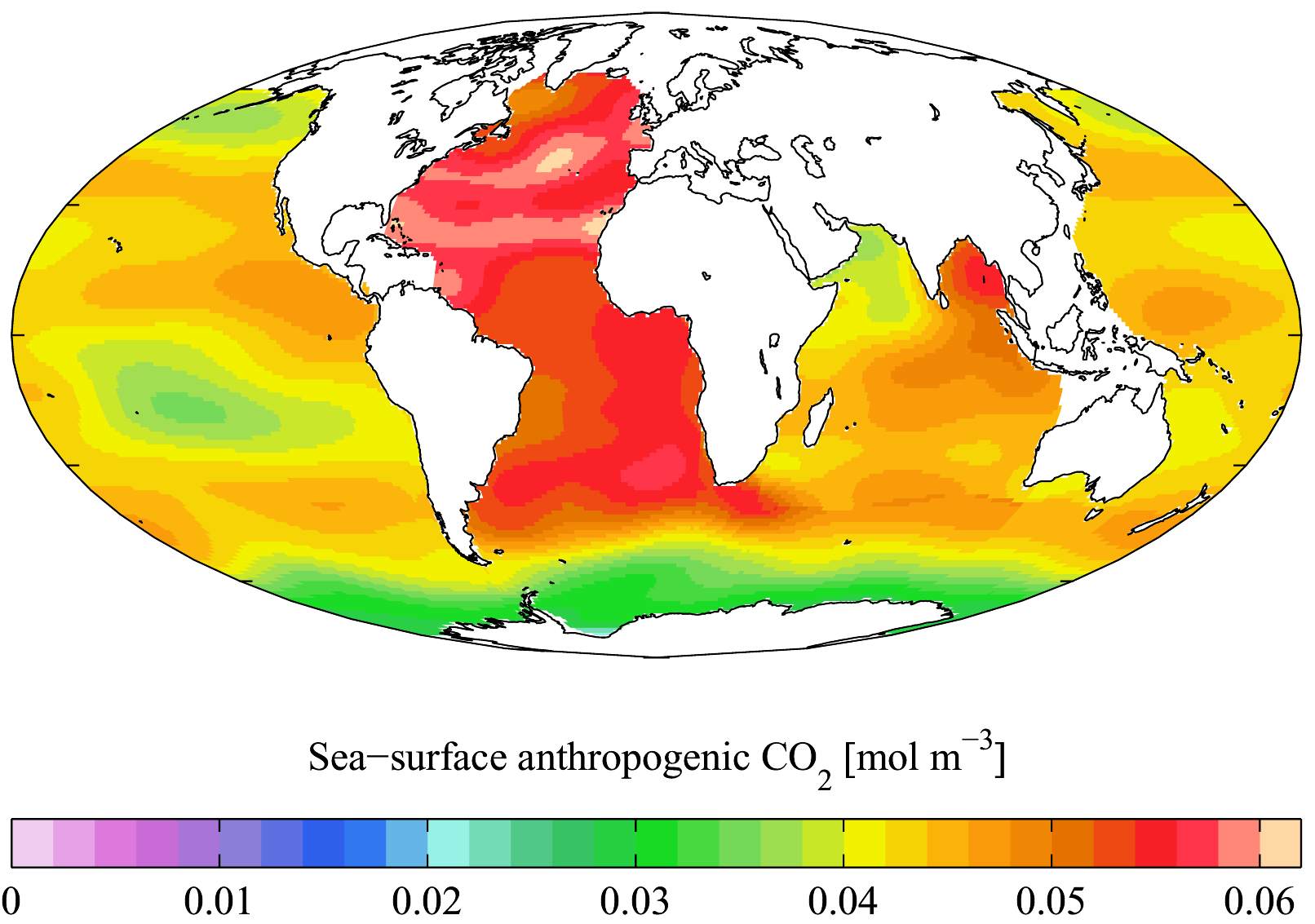
Concentração média de gás carbônico na superfície das águas em 1990.

A acidificação oceânica tem origem humana e é um dos efeitos do aumento nos níveis atmosféricos de gás carbônico. Este gás deriva principalmente da combustão de combustíveis fósseis, mas também do desmatamento, do desperdício de alimentos, de processos industriais como a produção de cimento, e outras origens menores. O problema está diretamente associado ao aquecimento global, cujas causas são basicamente as mesmas.

### Metano
Uma das consequências do aquecimento global é o aquecimento das águas do mar. Se este processo continuar desimpedido, uma outra substância pode vir a desempenhar um papel importante na acidificação da água e também amplificar gravemente o aquecimento global: o metano. O metano é um dos gases estufa, assim como o gás carbônico, e como ele, tem as propriedades de reter calor atmosférico e, por vias indiretas, acidificar a água. O metano é um dos produtos da decomposição de matéria orgânica, e existe em vastas quantidades em depósitos no leito oceânico fixado sob a forma de hidratos de metano (clatratos) e no permafrost (o solo permanentemente congelado das regiões frias). Na forma de clatratos o metano é inerte e inofensivo para o ambiente. No caso dos depósitos marinhos, a estabilidade dos clatratos depende de duas condições: baixas temperaturas (mares frios) e/ou altas pressões (mares profundos). Com o atual aquecimento das águas do mar, os clatratos depositados em mares frios de rasa profundidade ficam expostos à dissolução, liberando o metano. Ao migrar pela coluna de água até a superfície, a maior parte do metano é oxidada por bactérias e se transforma em gás carbônico, e o restante se transmite para a atmosfera. O que se transforma em CO2 contribui para a acidificação da água, e o metano livre no ar contribui para o aquecimento global, sendo um gás dezenas de vezes mais eficiente que o CO2 em seu potencial de retenção de calor. O grande problema é que existe uma realmente vasta quantidade de metano em depósitos marinhos, uma quantidade que provavelmente excede a quantidade combinada de carbono que existe na biota terrestre, no solo, na atmosfera e no mar. Uma parte significativa deste imenso depósito reside em mares frios de baixa profundidade, como os que cobrem a plataforma continental do leste da Sibéria, que dependem apenas da baixa temperatura para continuarem estáveis e que estão crescentemente ameaçados de desestabilização sob condições de aquecimento aquático, uma quantidade que é capaz de acelerar o aquecimento global e agravar a acidificação da água se porventura for liberada. O Oceano Ártico é o que está aquecendo com maior rapidez entre todos, o que torna a ameaça muito real.

## Acidificação
A dissolução do CO2 atmosférico na água do mar aumenta a concentração do íon hidrogênio H+ da água, reduzindo assim o pH do oceano. O Secretariado da Convenção sobre Diversidade Biológica indicou que em 2014 a queda já atinge 0,1. Este valor, aparentemente baixo, na verdade representa um aumento de quase 30% na acidez da água em relação aos níveis pré-industriais. Até 2100 é prevista uma queda no pH ainda maior, podendo chegar a 0,3, o que significaria uma acidificação 170% maior do que no período pré-industrial. Estimativas independentes chegaram a resultados ainda mais pronunciados, prevendo uma queda de 0,5 a 0,7. Porém, a distribuição da acidificação é irregular, e ocorre com mais rapidez nos mares frios do que nos quentes. Os oceanos absorveram cerca de metade da quantidade de gás carbônico emitida para a atmosfera ao longo dos últimos 200 anos, quando os níveis globais começaram sua rápida elevação.

## Acidificação costeira

### Caracterização
Os ecossistemas marinhos costeiros estão entre as áreas mais produtivas em termos de ecologia e economia, fornecendo mais de 10 trilhões de dólares em recursos anuais e responsáveis por aproximadamente 40% de serviços ecossistêmicos globais. Por outro lado, o crescimento populacional e aumento das atividades humanas nas zonas costeiras vem intensificando os impactos ambientais existentes nessas regiões, como é o caso da acidificação costeira.
A acidificação costeira consiste na redução do pH em águas costeiras. Enquanto as emissões de CO2 na atmosfera e a consequente absorção desse gás pelo oceano constituem o principal fator responsável pela acidificação oceânica, a acidificação costeira é impulsionada principalmente por processos biológicos como a respiração e remineralização da matéria orgânica por bactérias no meio aquático, que resultam na produção de CO2 e redução do pH. Diferentemente da acidificação oceânica, que ocorre em escala global, os processos que contribuem para a acidificação costeira geralmente possuem uma escala local e estão associados ao aporte de água doce (fluvial ou glacial), carbono orgânico advindo de fontes continentais, aporte de efluentes domésticos, agrícolas e industriais, além da advecção de massas d’água alóctone (ressurgência e transporte lateral). Tais processos influenciam fortemente a química das águas costeiras e podem contribuir para a redução do pH. O principal fator contribuinte para a acidificação costeira é o elevado aporte de nutrientes antropogênicos em águas costeiras. Nesse caso, o excesso de nutrientes pode resultar na acidificação por promover o crescimento de algas e fitoplâncton, com elevada produção de matéria orgânica. Os processos de respiração e decomposição, por bactérias, da matéria orgânica resultante são responsáveis pela produção de CO2 e diminuição do pH das águas, tornando-as mais ácidas. Os processos associados à acidificação costeira podem ser caracterizados como de alta frequência ou eventos episódicos (derretimento de gelo, ressurgência, tempestades), mas o termo “acidificação costeira” é aplicado quando um aumento na intensidade e frequência de tais processos acarretam em uma variação no estado do sistema carbonato em águas costeiras, tornando as condições do meio mais ácidas ao longo do tempo.
A acidificação costeira afeta diretamente os recursos marinhos, trazendo impactos ambientais, econômicos e sociais. Em um sistema estuarino da Austrália, por exemplo, ostras de importância comercial (Saccostrea glomerata) demonstraram redução no crescimento e capacidade limitada de biomineralização sob condições de acidificação costeira. No estudo, os autores apontam a lixiviação de solos sulfatados como a principal causa da acidificação, na qual reações de oxidação envolvendo o sulfeto de ferro (pirita) produzem ácido sulfúrico, diminuindo o pH das águas estuarinas. Além disso, o aporte de ácidos húmicos impulsionado pela precipitação também intensifica a acidificação na região. O processo pode ser intensificado diante do contexto de mudanças climáticas e o consequente aumento do nível do mar, com maior inundação pela maré e mobilização dos elementos no solo adjacente.

### Acidificação costeira e ressurgência
Na superfície do oceano, camada fótica, o fitoplâncton é responsável pela produção de matéria orgânica e atua como fonte de energia para organismos de níveis tróficos superiores. O crescimento do fitoplâncton depende principalmente da luz e da disponibilidade de nutrientes, sento estes geralmente escassos na camada superficial do oceano, mas abundantes em maiores profundidades. Em eventos de ressurgência de borda leste nos oceanos, os ventos atuando na costa são responsáveis por gerar um transporte de Ekman no sentido offshore. Águas de regiões mais profundas, frias e ricas em nutrientes, ascendem à superfície e contribuem para uma elevada produtividade local. A respiração e decomposição da matéria orgânica gerada vai contribuir para o aumento de CO2, diminuindo o pH da água na região. Estudos demonstram que áreas de ressurgência de borda leste são geralmente mais ácidas que outras regiões da superfície do oceano. Diante do contexto de mudanças climáticas, é prevista uma intensificação nessas ressurgências, que estaria associada a um aquecimento não uniforme entre a superfície do continente e do oceano: a água do mar demora mais tempo a se aquecer. Essa diferença de temperatura resulta em um maior gradiente na pressão atmosférica, que contribuiria para a intensificação de ventos favoráveis ao fenômeno da ressurgência. A intensificação de ressurgências resulta em um maior potencial de ocorrência da acidificação costeira, visto que existem evidências de que os dois processos estão relacionados. A relação ocorre em função da elevada concentração de nutrientes em regiões de ressurgência, que resultam no aumento da produção primária e consequente respiração e decomposição da matéria orgânica por bactérias, produzindo CO2 e diminuindo o pH.
Um exemplo bastante conhecido de ressurgência de borda leste é associado ao sistema de correntes da Califórnia, em que já foi evidenciado uma redução no pH como consequência direta da ressurgência. Na bacia hidrográfica do rio Biobío, um dos mais poluídos do Chile, e na área de ressurgência costeira adjacente, no Pacífico Sul, a decomposição da matéria orgânica vem contribuindo para a acidificação costeira. Na região, foi verificado que a subsaturação de aragonita em águas superficiais, resultante de uma elevada concentração de CO2, é amplamente modulada por eventos de ressurgência costeira. Tal condição pode impactar negativamente as características fisiológicas da biota local, incluindo bivalves, gastrópodes e crustáceos.

### Acidificação costeira e eutrofização
Um excessivo aporte antropogênico de nutrientes em águas costeiras pode ocasionar um elevado crescimento de fitoplâncton e consequentemente uma elevada produção primária, caracterizando processos de eutrofização. A respiração e decomposição por bactérias da matéria orgânica resultante implica em uma redução na concentração de oxigênio dissolvido e produção de CO2 no meio, podendo contribuir para a acidificação costeira.
A produção de CO2 durante a decomposição da matéria orgânica produzida e assentada na pluma de rios eutrofizados, como o Mississippi e Changjian nos Estados Unidos, já aumentou a acidificação das águas costeiras subsuperficiais da região. Em cenários futuros, com o contínuo aporte de nutrientes na região e a consequente intensificação da eutrofização e acidificação costeira, os ecossistemas se encontrarão cada vez mais vulneráveis a perturbações ecológicas e biogeoquímicas.
Em áreas com baixa concentração de oxigênio dissolvido, um aumento na pCO2 pode intensificar a toxicidade de pesticidas na água, causando a morte em larvas de bivalves. Em águas onde a pCO2 é elevada, podem ocorrer efeitos deletérios nas respostas adaptativas de alguns organismos à hipóxia. Uma resposta adaptativa de organismos a condições de baixo oxigênio, por exemplo, é a produção de mais pigmentos respiratórios. Entretanto, estudos mostram que essa adaptação é perdida em ambientes aquáticos onde há uma elevada pCO2. A acidificação pode intensificar os efeitos da hipóxia e vice-versa, aumentando os impactos negativos à biota e às comunidades costeiras que dependem dos recursos marinhos para sobreviver. 
A correlação entre oxigênio dissolvido e pH em sistemas costeiros evidencia uma relação entre os processos de eutrofização e acidificação costeira, impulsionados por processos respiratórios da matéria orgânica. Alguns cientistas sugerem que a acidificação costeira pode ser apontada como um sintoma adicional da eutrofização. A hipóxia e a acidificação podem ter efeitos negativos aditivos ou sinérgicos em diversos organismos marinhos, como é o caso de larvas de bivalves, em que o crescimento, sobrevivência e metamorfose nesses organismos podem ser comprometidos diante de tais condições ambientais.

### O que pode ser feito para reduzir a acidificação costeira?
Primeiramente, é preciso aprender sobre suas causas, efeitos na vida marinha e condições ambientais considerando as particularidades de cada região. O conhecimento e monitoramento de parâmetros físico-químicos das águas vai possibilitar a criação de estratégias e políticas públicas focadas no controle ou erradicação das principais fontes responsáveis pela acidificação costeira. Algumas recomendações básicas para reduzir a acidificação costeira incluem:
- Reduzir fertilizantes agrícolas;
- Investir em saneamento básico e certificar de que o tratamento de efluentes está sendo realizado de forma eficaz;
- Proteger e restaurar matas ciliares e manguezais

## Efeitos

### Biodiversidade, segurança alimentar e economia
A acidificação constitui um grave desequilíbrio químico dos oceanos, mas apenas recentemente sua importância foi reconhecida. Disso decorre que os estudos sobre o tema ainda são relativamente poucos quando comparados à abundante bibliografia sobre outras ameaças ambientais, mas os princípios gerais do processo já estão bem estabelecidos e novas pesquisas estão se multiplicando com rapidez.

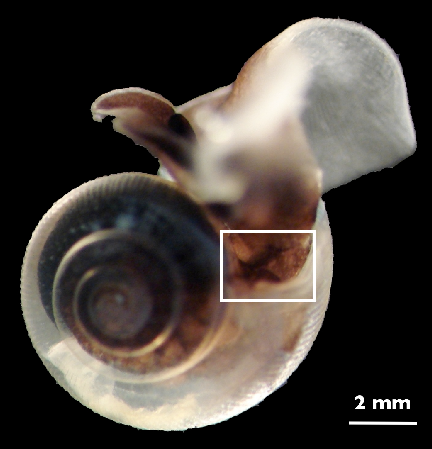
No retângulo em destaque, modificações na concha de exemplar de Limacina helicina, espécie de plâncton dos mares árticos de grande importância ecológica. Sua concha é muito sensível à dissolução, e por isso a Limacina tem sido estudada extensivamente como uma espécie indicadora de acidificação.

Como todas as formas de vida marinha dependem de condições estáveis para sobreviver, as mudanças recentes já têm ocasionado variados problemas para muitas espécies de seres, tais como distúrbios no crescimento e na morfologia, no comportamento, no sistema imunológico, na fertilidade e nos hábitos de reprodução e alimentação, dificuldades de orientação e locomoção, menor sensibilidade ao ambiente, menor resistência a doenças e declínio da saúde geral, entre outros efeitos, que levam à redução das populações. A acidificação também interfere no metabolismo de vários grupos de organismos que precisam de carbonato de cálcio para formar suas estruturas corporais rígidas, como os corais, esponjas, moluscos de concha, crustáceos e equinodermos, entre outros. Várias grupos de plâncton, como os foraminíferos, cocolitóforos e pterópodes, que estão na base da cadeia alimentar marítima, também precisam de cálcio para a construção e manutenção das suas estruturas corpóreas e estão sendo prejudicados.
Os efeitos da acidificação foram estudados com maior detalhe para poucos grupos de seres, especialmente os corais, certas algas e o plâncton, que demonstraram níveis reduzidos de calcificação diante de um pH reduzido, mas mesmo que alguns grupos possam ter maior resistência e não ser afetados diretamente, no longo prazo o desequilíbrio deve prejudicar toda a biota marinha, pois todos os seres estão de alguma forma inter-relacionados. De acordo com Peter Brewer, cientista do Monterey Bay Aquarium Research Institute, em 2009 os oceanos já haviam recebido mais de 500 bilhões de toneladas de gás carbônico, sendo impossível que uma quantidade tão vasta possa ser adicionada aos mares sem que provoque mudanças substanciais em seu equilíbrio e suas propriedades físicas e químicas, e sem que afete sua biodiversidade em larga escala. Esse desequilíbrio tende a facilitar a ocorrência de eventos de eutrofização, que por sua vez são um dos mais importantes agentes de criação de "zonas mortas", que já passam de 400 em todo o mundo. Além disso, um pH ambiental mais baixo interfere na circulação e disponibilidade de certos nutrientes e exige maior dispêndio de energia dos organismos para que mantenham seu equilíbrio químico interno, já que os seres marinhos são influenciados diretamente pelas condições ambientais.
Por consequência, a acidificação compromete ainda mais a sobrevivência dos estoques de peixes, moluscos e crustáceos para consumo humano, que são alimento essencial ou importante para uma vasta população, sobretudo à comunidade litorânea, agravando o grande declínio que esses estoques já estão sofrendo por causa da pesca predatória. Os prejuízos para a sociedade ainda não foram bem determinados, mas podem ser muito elevados, chegando a 100 bilhões de dólares anuais, gerando mais fome e pobreza no mundo. Se as tendências continuarem inalteradas, o prejuízo econômico em 2100 pode chegar a 1 trilhão de dólares anualmente. O impacto sobre os corais é um dos mais dramáticos, e tem repercussão proporcional sobre a humanidade, já que sua riqueza biológica provê o sustento direto para cerca de 400 milhões de pessoas. O relatório The State of the Ocean 2013, elaborado pelo Programa Internacional sobre o Estado do Oceano em parceria com a União Internacional para a Conservação da Natureza e dos Recursos Naturais, indicou que os riscos para os ecossistemas marinhos têm sido muitos subestimados, que as mudanças estão acontecendo mais rápido do que o previsto e que os efeitos da acidificação, combinados a outras agressões que os mares sofrem, devem se revelar dentro de pouco tempo ainda mais graves do que o estimado anteriormente.

### Outros efeitos

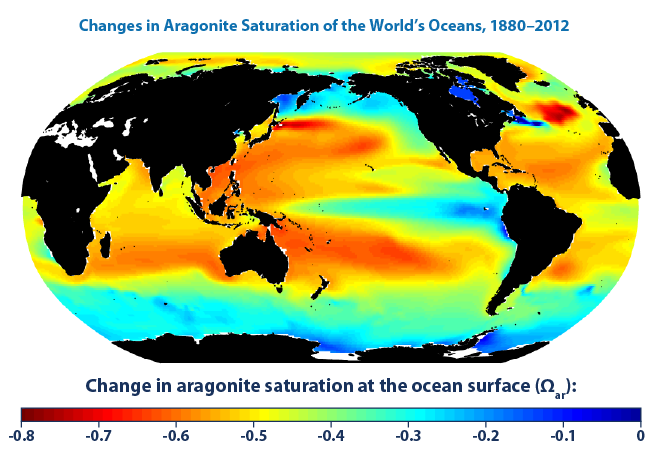
Mudanças entre 1880 e 2012 na concentração de aragonita, uma forma cristalina do carbonato de cálcio, e indicadora de mudanças no pH da água.

A acidificação reforça e agrava outros problemas ambientais enfrentados pelos mares, como o aquecimento oceânico, a desoxigenação oceânica, o acúmulo crescente de detritos marinhos, as descargas de poluição tóxica (efluentes industriais, nucleares, agrotóxicos, fertilizantes), e a pesca predatória. Ao mesmo tempo, como algumas espécies parecem se beneficiar de uma redução no pH das águas, elas tentem a proliferar com mais facilidade e podem se tornar invasoras, especialmente em regiões em que os ecossistemas já estão fragilizados ou degradados por outros impactos ambientais. Neste caso estão, por exemplo, certas espécies de medusas e de ouriços que podem se tornar uma ameaça para banhistas, surfistas, pescadores e mergulhadores. Por extensão, se isso ocorre em regiões litorâneas que dependem fortemente do turismo, os visitantes podem ser afugentados, prejudicando a economia local.
A redução do pH tem efeito também sobre as propriedades acústicas da água, tornando mais fácil a propagação de frequências sonoras abaixo de 10 kHz. Isso ocorre porque com o aumento da concentração de gás carbônico, se reduzem os íons de boro, que respondem por grande parte da absorção sonora nestas frequências. Este fenômeno tende a aumentar o ruído geral nos oceanos e pode prejudicar os sistemas de localização ou comunicação de animais que empregam o som para isso, como as baleias, orcas e golfinhos, facilitando os encalhes desses cetáceos. Segundo um estudo de Hester et alii, "sob os cenários prováveis de emissão futura de CO2 e outras fontes pode ser prevista uma redução de 0,3 ou mais unidades no pH em torno de meados deste século, resultando em um decréscimo em quase 40% no índice de absorção sonora". Além dos problemas que isso deve gerar para a biodiversidade, deve complicar atividades econômicas e militares que empregam o sonar, um sistema de localização pelo som. Toda a situação é piorada com o aumento nos níveis de ruído nos mares gerado pela crescente atividade naval, e com o atual aquecimento das águas, que também exerce efeito sobre a acústica aquática.
As modificações na química dos mares podem ter efeitos imprevisíveis sobre o ciclo do carbono, já que os mares desempenham importante papel neste ciclo. A saturação da água com gás carbônico pode, a partir de certo ponto, impedir que mais gás seja absorvido pelas águas, as quais, com sua grande capacidade de armazenamento, têm evitado que o aquecimento global se tornasse ainda mais intenso do que já é. Cessado este processo de absorção, todo o gás emitido permaneceria na atmosfera, produzindo efeitos sobre o clima, como a inversão térmica e a química atmosférica, como a chuva ácida ainda mais graves e reforçando o aquecimento global em uma cascata de feedbacks.
Todos os serviços ambientais providos pelos mares são prejudicados pela acidificação, em maior ou menor grau. Esses serviços incluem 1) suporte a outros ecossistemas, 2) provisão de alimentos, 3) benefícios culturais e 4) regulação de fenômenos naturais potencialmente destruidores para o homem. Na primeira categoria, pode ser citado como exemplo a importância que os corais têm para a preservação da vida de inúmeras outras espécies. Como os corais são muito sensíveis à acidificação, seu declínio compromete a sobrevivência de uma legião de outros seres. Na segunda, é ilustrativa a importância para a alimentação da população humana que têm moluscos e crustáceos como as ostras, caranguejos e camarões, grupos que têm mostrado também grande sensibilidade à acidificação. Na terceira, o declínio ou extinção de espécies presentes em tradições e mitos de várias culturas trará danos culturais possivelmente irreparáveis para essas comunidades. Na quarta categoria, pode ser citado o importante papel que colônias bentônicas de bivalves e os corais desempenham na proteção costeira contra tempestades, amortecendo o impacto das ondas.
Uma modificação desta amplitude no pH oceânico não era vista nos últimos 300 milhões de anos, mas na perspectiva do tempo geológico está ocorrendo com extrema rapidez. Esta velocidade provavelmente é o fator mais determinante para a ocorrência da acidificação, pois modelos teóricos mostram que cenários de grande emissão de carbono não exercem impacto significativo sobre o mar quando ocorrem num intervalo maior que 100 mil anos, pois nestes casos há tempo para que o carbono adicional seja neutralizado por processos naturais, na reação com os carbonatos dos depósitos terrestres. Por outro lado, quando modificações rápidas e intensas similares às do presente ocorreram no passado, elas produziram extinções em massa, como a que ocorreu entre o período Permiano e o Triássico, quando grandes quantidades de gás carbônico foram injetadas na atmosfera e nos mares por decorrência de intenso vulcanismo. Estudos com os registros fósseis mostram também que eventos passados de intensa acidificação dos mares levaram milênios para serem compensados pelos processos naturais. A continuar o atual ritmo de emissões, combinadas às outras ameaças em atividade, os oceanos com toda a probabilidade sofrerão as mesmas consequências dos eventos de acidificação do passado remoto, quando as condições ambientais se assemelharam às que o homem tem provocado agora, e terão sua biodiversidade maciçamente erradicada, o que sem dúvida produzirá um impacto catastrófico sobre a população humana, que em vários aspectos é dependente do mar e seus recursos. Segundo a Royal Society,
"A acidificação é uma razão poderosa, em acréscimo às mudanças climáticas, para a redução global das emissões de CO2. Devem ser estabelecidas imediatamente ações para a redução global das emissões de CO2 para a atmosfera a fim de evitar um dano irreversível aos oceanos. Recomendamos que todas as abordagens possíveis sejam consideradas para impedir que mais CO2 suba à atmosfera. Nenhuma opção que significar uma contribuição importante deve ser desprezada. [...] Aparentemente não existe maneira de remover este CO2 adicional dos oceanos depois de ele ter sido absorvido, nem parece haver, realisticamente, algum modo de reverter seus efeitos químicos e biológicos generalizados. Levará milhares de anos para que este CO2 adicional seja removido dos mares por processos naturais, devolvendo-os às suas condições pré-industriais. Assim, parece que a única solução prática para minimizar as consequências de longo prazo é reduzir as emissões de CO2".